# Wilder (film)
Wilder is een Canadese film uit 2000 van regisseur Rodney Gibbons.

## Verhaal
De politieagente Della Wilder en haar nieuwe partner Harlan Lee hebben al snel een verdachte als er een vrouw is vermoord, namelijk haar gynaecoloog en minnaar dokter Sam Charney. Maar het blijkt toch niet zo eenvoudig te zijn. Het megabedrijf Bennet Pharmaceuticals lijkt ook bij de moord betrokken. Samen met dokter Charney gaan ze op zoek naar de waarheid.

## Rolbezetting
| Acteur              | Personage                  |
| ------------------- | -------------------------- |
| Pam Grier           | inspecteur Della Wilder    |
| Rutger Hauer        | dokter Sam Dennis Charney  |
| Romano Orzari       | inspecteur Harlan Lee      |
| John Dunn-Hill      | commissaris Jerry Crandall |
| Eugene Clark        | aanklager Marlowe King     |
| Serge Houde         | Walker Grimes              |
| Richard Robitaille  | Ricky Harwell              |
| Simone-Elise Girard | Sophie Gorka               |
| Frank Schorpion     | Harry Perl                 |
| Sacha Dominique     | Lisa Sears                 |
| Linda Smith         | Barbar Pieczkowa           |
| Greg Kramer         | Dugald Ferdinand           |